# Forfecar (insectă)

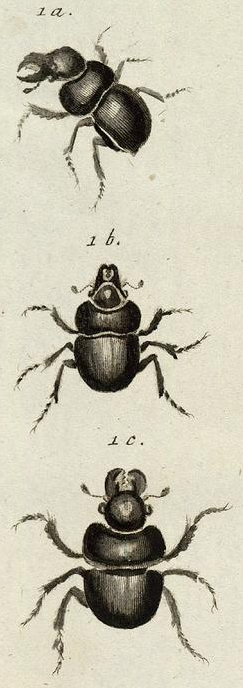
Forfecar

Forfecarul (Lethrus cephalotes) este un gândac cu corpul masiv, lung de circa 2 cm, colorat în negru, cu picioarele adaptate pentru scormonit pământul și fără aripi posterioare.
Este dăunător mai ales pentru vița de vie, făcând la lăstari o tăietură dreaptă, ca de foarfece, de unde îi provine numele.
În România, produce pagube în lunile mai și iunie, mai ales în viile din sudul țării.
Acest articol conține text din Dicționarul enciclopedic român (1962-1966), aflat acum în domeniul public.